# Мун Ін Гук
Мун Ін Гук (кор. 문인국, 文人國; народився 29 вересня 1978; Нампхо, КНДР) — північнокорейський футболіст, півзахисник клубу «25 квітня» та національної збірної Корейської Народно-Демократичної Республіки.